# Platypelis milloti
Platypelis milloti é uma espécie de anfíbio da família Microhylidae.

É endémica de Madagáscar.

Os seus habitats naturais são: florestas subtropicais ou tropicais húmidas de baixa altitude.
Está ameaçada por perda de habitat.